# Wayne Wood
 (janvier 2019).
Wayne Wood (né le 5 juin 1951 à Toronto dans la province de l’Ontario au Canada) est un joueur de hockey sur glace. Il évolue au poste de gardien de but.

## Carrière
En 1966-1967, âgé de 15, il évolue dans la Ligue de hockey junior B du Québec.
L’année suivante, il joue pour l’équipe des Maple Leafs de Verdun en Ligue de hockey Junior du Québec, il participe avec eux à la Coupe Memorial, rendant une fiche de 16 victoires et 5 défaites en 22 matchs. À la fin de la saison, il remporte le trophée de la meilleure recrue et est nommé sur la deuxième équipe d’étoile de la ligue. En 1968-1969, il évolue dans le championnat de l’Association de hockey de l'Ontario (AHO). Il remporte le trophée Dave-Pinkney , remis au gardien accordant le moins de buts. Cette saison-là, les canadiens junior sont sacrés champion de l’AHO, champion de l’est canadien et champion national en remportant la coupe Memorial. L’année suivante, l’équipe remporte à nouveau le championnat et la coupe Memorial. Le 10 juin 1971, lors du repêchage amateur de la Ligue nationale de hockey, il est choisi en 83e position par les Rangers de New-York.
De 1971 à 1974, Il intègre la filière espoir des Rangers jouant pour les Reds de Providence en Ligue américaine de hockey et pour les Knights d'Omaha en  Ligue centrale de hockey.
Le 2 octobre 1973, il est prêté au Six-Guns d'Albuquerque , équipe de LCH, sous réserve d’un rappel. À la suite d'une déchirure des ligaments au genou subie lors du camp de préparation des Rangers, il rate le début de la saison et n’a pas joué un match avant le 18 décembre 1973 lors de son rappel par les Reds de Providence. En Février 1974, il est renvoyé à Albuquerque et signe le premier jeu blanc de l’histoire de l’équipe.
En juin 1974, il s’entend avec les Blazers de Vancouver équipe évoluant dans l’Association mondiale de hockey, il partage la saison entre les Blazers et leur club école, les Oilers de Tulsa en LCH. Le 7 mai 1975, il fait partie du contingent des Blazers lorsque la franchise change de nom et de ville, pour devenir les Cowboys de Calgary. Le 26 février 1976, les cowboys l’échange aux Toros de Toronto en retour de considérations futures. Il joue donc le reste de la saison pour les Toros. Le 30 juin 1976, la franchise déménage en Alaska et devient les Bulls de Birmingham. De 1976 à 1979, il joue pour les Bulls, mais est échangé en milieu de la saison 1978-1979 aux Hakws de San Diego, évoluant en Pacific hockey league. En 1979-1980, il signe un contrat avec les Stingers de Cincinnati en LCH. Malheureusement ceux-ci doivent se retirer du championnat le 17 décembre 1979. Il retrouve de l’embauche auprès des Red Wings de l'Adirondack en LAH et de leur club-école, les Red Wings de Johnstown en Eastern Hockey League.
En 1980-1981, il évolue pour les Red Wings d’Adirondack et remporte la Coupe Calder. Il met un terme à sa carrière après ce succès.

## Trophées et récompenses
- Ligue de Hockey junior b du Québec
  - 1968-1969  - Meilleure Recrue[1]
- Association de hockey de l'Ontario (AHO)
  - 1968-1969 – trophée Hamilton Spectator : champion de la saison régulière
  - 1968-1969 – Coupe J.-Ross-Robertson : champion des séries éliminatoires
  - 1968-1969 – trophée George-Richardson : champion de l’Est Canadien
  - 1968-1969 – Coupe Memorial : champion National
  - 1968-1969 – trophée Dave-Pinkney  : plus faible moyenne de buts alloués
  - 1969-1970 – trophée Hamilton Spectator : champion de la saison régulière
  - 1969-1970 – Coupe J.-Ross-Robertson : champion des séries éliminatoires
  - 1969-1970 – trophée George-Richardson : Champion de l’Est Canadien
  - 1969-1970 – Coupe Memorial : champion National
- Ligue Américaine de Hockey (LAH)
  - 1980-1981 – Coupe Calder : champion des séries éliminatoires

## Statistiques
Pour les significations des abréviations, voir statistiques du hockey sur glace.
Au cours de sa carrière, il a joué 14 matchs dans l’AMH pour 1 match de séries éliminatoires et 39 victoires.
| Saison     | Équipe                      | Ligue      |                            | Saison régulière           | Saison régulière           | Saison régulière           | Saison régulière           | Saison régulière           | Saison régulière           | Saison régulière           | Saison régulière           | Saison régulière           | Saison régulière           |                            | Séries éliminatoires       | Séries éliminatoires       | Séries éliminatoires       | Séries éliminatoires | Séries éliminatoires | Séries éliminatoires | Séries éliminatoires | Séries éliminatoires | Séries éliminatoires |
| Saison     | Équipe                      | Ligue      | PJ                         | V                          | D                          | Pr/N                       | Min                        | BC                         | Moy                        | % Arr                      | Bl                         | Pun                        | PJ                         | V                          | D                          | Min                        | BC                         | Moy                  | % Arr                | Bl                   | Pun                  |                      |                      |
| 1966-1967  | Flyers de West Island       | QJBHL      | Statistiques indisponibles | Statistiques indisponibles | Statistiques indisponibles | Statistiques indisponibles | Statistiques indisponibles | Statistiques indisponibles | Statistiques indisponibles | Statistiques indisponibles | Statistiques indisponibles | Statistiques indisponibles | Statistiques indisponibles | Statistiques indisponibles | Statistiques indisponibles | Statistiques indisponibles | Statistiques indisponibles |                      |                      |                      |                      |                      |                      |
| 1967-1968  | Maple Leafs de Verdun       | QJHL       | Statistiques indisponibles | Statistiques indisponibles | Statistiques indisponibles | Statistiques indisponibles | Statistiques indisponibles | Statistiques indisponibles | Statistiques indisponibles | Statistiques indisponibles | Statistiques indisponibles | Statistiques indisponibles | Statistiques indisponibles | Statistiques indisponibles | Statistiques indisponibles | Statistiques indisponibles | Statistiques indisponibles |                      |                      |                      |                      |                      |                      |
| 1968-1969  | Canadien junior de Montréal | OHA        | 27                         |                            |                            |                            |                            | 82                         | 3,00                       |                            | 1                          | 0                          | -                          | -                          | -                          | -                          | -                          | -                    | -                    | -                    | -                    |                      |                      |
| 1969-1970  | Canadien junior de Montréal | OHA        | 47                         |                            |                            |                            |                            | 161                        | 3,43                       |                            | 1                          | 10                         | -                          | -                          | -                          | -                          | -                          | -                    | -                    | -                    | -                    |                      |                      |
| 1970-1971  | Canadien junior de Montréal | OHA        | 48                         |                            |                            |                            | 2 901                      | 177                        | 3,66                       |                            | 1                          | 15                         | -                          | -                          | -                          | -                          | -                          | -                    | -                    | -                    | -                    |                      |                      |
| 1971-1972  | Knights d'Omaha             | LCH        | 17                         |                            |                            |                            | 914                        | 55                         | 2,95                       |                            | 1                          | 12                         | -                          | -                          | -                          | -                          | -                          | -                    | -                    | -                    | -                    |                      |                      |
| 1971-1972  | Reds de Providence          | LAH        | 8                          |                            |                            |                            | 335                        | 18                         | 3,22                       |                            | 0                          | 2                          | 1                          |                            |                            |                            |                            |                      |                      |                      | 0                    |                      |                      |
| 1972-1973  | Reds de Providence          | LAH        | 58                         |                            |                            |                            | 3 393                      | 171                        | 3,02                       |                            | 4                          | 6                          | 3                          |                            |                            |                            |                            |                      |                      |                      | 0                    |                      |                      |
| 1973-1974  | Reds de Providence          | LAH        | 5                          |                            |                            |                            | 225                        | 11                         | 2,93                       |                            | 0                          | 2                          | -                          | -                          | -                          | -                          | -                          | -                    | -                    | -                    | -                    |                      |                      |
| 1973-1974  | Six-Guns d'Albuquerque      | LCH        | 14                         |                            |                            |                            |                            |                            |                            |                            |                            | 0                          | -                          | -                          | -                          | -                          | -                          | -                    | -                    | -                    | -                    |                      |                      |
| 1974-1975  | Blazers de Vancouver        | AMH        | 11                         | 4                          | 4                          | 0                          | 512                        | 30                         | 3,52                       | 88,6                       | 0                          | 0                          | -                          | -                          | -                          | -                          | -                          | -                    | -                    | -                    | -                    |                      |                      |
| 1974-1975  | Oilers de Tulsa             | LCH        | 8                          | 5                          | 2                          | 1                          | 479                        | 23                         | 2,88                       |                            | 0                          | 16                         | -                          | -                          | -                          | -                          | -                          | -                    | -                    | -                    | -                    |                      |                      |
| 1975-1976  | Cowboys de Calgary          | AMH        | 19                         | 9                          | 3                          | 1                          | 880                        | 45                         | 3,07                       | 89,2                       | 1                          | 4                          | -                          | -                          | -                          | -                          | -                          | -                    | -                    | -                    | -                    |                      |                      |
| 1975-1976  | Toros de Toronto            | AMH        | 13                         | 6                          | 7                          | 0                          | 781                        | 62                         | 4,76                       | 86,9                       | 0                          | 0                          | -                          | -                          | -                          | -                          | -                          | -                    | -                    | -                    | -                    |                      |                      |
| 1976-1977  | Bulls de Birmingham         | AMH        | 23                         | 7                          | 12                         | 0                          | 1 132                      | 78                         | 4,13                       | 88,3                       | 0                          | 0                          | -                          | -                          | -                          | -                          | -                          | -                    | -                    | -                    | -                    |                      |                      |
| 1977-1978  | Bulls de Birmingham         | AMH        | 32                         | 12                         | 10                         | 0                          | 1 551                      | 99                         | 3,83                       | 87,5                       | 1                          | 22                         | 1                          | -                          | -                          | -                          | -                          | -                    | -                    | 0                    | 0                    |                      |                      |
| 1978-1979  | Bulls de Birmingham         | AMH        | 6                          | 1                          | 3                          | 0                          | 311                        | 21                         | 4,05                       | 86,5                       | 0                          | 6                          | -                          | -                          | -                          | -                          | -                          | -                    | -                    | -                    | -                    |                      |                      |
| 1978-1979  | Hawks de San Diego          | PHL        | 19                         | -                          | -                          | -                          | -                          | -                          | -                          | -                          | -                          | 6                          | -                          | -                          | -                          | -                          | -                          | -                    | -                    | -                    | -                    |                      |                      |
| 1979-1980  | Stingers de Cincinnati      | CHL        | 12                         | 2                          | 7                          | 1                          | 578                        | 48                         | 4,91                       | 81,9                       | 0                          | 0                          | -                          | -                          | -                          | -                          | -                          | -                    | -                    | -                    | -                    |                      |                      |
| 1979-1980  | Red Wings de Johnstown      | EHL        | 10                         | -                          | -                          | -                          | 572                        | 27                         | 2,83                       | -                          | -                          | 2                          | -                          | -                          | -                          | -                          | -                          | -                    | -                    | -                    | -                    |                      |                      |
| 1979-1980  | Red Wings de l'Adirondack   | LAH        | 10                         | 2                          | 7                          | 1                          | 566                        | 43                         | 4,56                       | 84,4                       | 0                          | 8                          | 2                          | -                          | -                          | -                          | -                          | -                    | -                    | 0                    | 0                    |                      |                      |
| 1980-1981  | Red Wings de l'Adirondack   | LAH        | 15                         | 3                          | 9                          | 1                          | 755                        | 57                         | 4,53                       | 85,7                       | 0                          | 0                          | 9                          | -                          | -                          | -                          | -                          | -                    | -                    | -                    | 18                   |                      |                      |
| Totaux AMH | Totaux AMH                  | Totaux AMH | 104                        | 39                         | 39                         | 3                          | 5 167                      | 335                        | 3,89                       | 87,9                       | 2                          | 32                         | 1                          | -                          | -                          | -                          | -                          | -                    | -                    | -                    | 0                    |                      |                      |